# 至诚镇
至诚镇，是中华人民共和国四川省巴中市通江县下辖的一个乡镇级行政单位。

## 行政区划
至诚镇下辖以下地区：
至诚街道社区、柏溪村、尖山村、九子坡村、莲花村、沙坝子村、永丰村、鸳鸯村、钟山村、岚翠山村、鹦鹉村、洪山塘村、快活岭村、盘石村和元山子村。